# Revolta cretenca de 1878
La revolta cretenca de 1878 va ser un aixecament del poble de Creta contra l'ocupació otomana de l'illa. Aquest aixecament és part d'un moviment més ampli de desig d'independència dels cretencs vis-a-vis l'Imperi Otomà que té l'illa des de mitjan segle xvii.
Aquest conflicte es va caracteritzar pel Pacte d'Halepa que en marca el final, i ofereix una sèrie de concessions al poble cretenc.

## Fons
Iniciada el 1648, la conquesta de Creta per l'Imperi Otomà el 1669 va acabar amb el final del setge de Candia. El període otomà en la història de l'illa va estar ple d'insurreccions. El 1821, Grècia es va aixecar contra els governants otomans i Creta va prendre part en la guerra de la independència. Però el 1830, al final de la guerra, Creta no va formar part del nou estat grec. L'illa va quedar sota l'autoritat de Muhàmmad Alí Paixà
d'Egipte, pels serveis prestats a l'Imperi Otomà durant la guerra d'independència, al Peloponès. Aquest interludi egipci va durar només deu anys, i el 1840, Creta va tornar sota l'autoritat del sultà. Malgrat un intent d'insurrecció del poble de Creta, Creta va experimentar un període de relativa pau fins a 1866.
El 30 de març 1856, el Tractat de París va obligar al sultà a aplicar l'Hatti-Houmayoun, és a dir, la igualtat civil i religiosa dels cristians i els musulmans. Les autoritats otomanes a Creta eren reticents a posar en pràctica aquestes reformes. Davant al gran nombre de conversions de musulmans (majoritàriament antics cristians que s'havien convertit a l'Islam i, per tant, relapsats), l'Imperi tractà de revertir la llibertat de consciència.
Les següents quatre dècades (fins a la independència en 1898), les revoltes només segueixen el camí obert per l'Hatti-Houmayoun.
La gran rebel·lió de 1866-1869 aportà avanços al poble de Creta. l'11 de novembre de 1867, Ali proposà un nou projecte administratiu, la "Llei Orgànica", amb una sèrie de privilegis, incloent una representació limitada d'element de Creta en l'administració de l'illa, exempcions fiscals, l'establiment d'un banc i l'equivalència total de les dues llengües, grega i turca.
Els esdeveniments internacionals que afecten els Balcans (revoltes de Bòsnia i Hercegovina el 1875 i Bulgària el 1876, la intervenció per part de Sèrbia i Montenegro en el bàndol rebel) s'agreguen a l'atmosfera. Aquests moviments estimulen a la comunitat cristiana de Creta a demanar reformes. Un desig que s'amplifica l'any 1875, la majoria dels representants dels cristians a l'assemblea ja no són rurals, són metges i advocats sovint de la Universitat d'Atenes. L'assemblea de Creta va enviar al sultà, el 22 de maig de 1876, una sèrie de queixes amb la millor representació dels cristians a l'assemblea. El 2 d'agost, la porta publicà la seva negativa a accedir a totes les queixes, excepte a la fundació d'un banc, la introducció d'una escola pública, obligatòria i el dret a publicar diaris.
Una altra causa de l'aixecament de 1878 va ser l'esclat de la guerra russo-turca de 1877. L'entrada en la guerra de Rússia contra l'Imperi Otomà fou vista com una oportunitat pel poble de Creta d'aixecar-se.

## Revolta de 1878
Malgrat les concessions atorgades a l'agost de 1876, la ira s'aixecà a la població. Les primeres bandes armades van començar a reunir-se a les muntanyes. L'administració otomana tractà de jugular la protesta amb la detenció del diputat de Khanià, una figura emblemàtica de la comunitat cristiana. Aquest esdeveniment és la causa de la primera manifestació en la història de Creta, davant de la residència del governador de l'illa.
El juliol de 1877, un comitè de 44 membres va ser elegit a l'oest de l'illa per tractar la qüestió de Creta. Tres comitès revolucionaris s'organitzen a Vámos, Khanià i Réthimno i són proveïts amb armes d'Atenes. L'agost, s'elegí una comissió postrevolucionaria a Khanià. Representants de tots aquests comitès es reuneixen a Fres per elegir un presídium.
El conflicte es tornà en perjudici per Turquia, Grècia optà per augmentar el suport a Creta. Kharílaos Trikupis, el llavors ministre de relacions exteriors en el govern Koumoundouros anuncià el 27 de desembre el suport de Grècia en cas d'aixecament. És aquest el moment que elegiren els senyors de la guerra a l'exili per tornar a l'illa. Entre ells Hadji Michalis Yannaris, heroi de la revolta de 1866, llavors exiliat a Rússia, seguit pels caps de l'oest de Creta. L'assemblea revolucionaria pan-cretenca es reuneix el gener de 1878 a Fres.
Turquia, sumida en el seu conflicte contra Rússia, no pot intervenir significativament a Creta. Prefereix seguir el consell de la Gran Bretanya i envia l'illa dos emissaris per negociar amb els insurgents. Aquests emissaris són Adosidis Kostis Paixà, l'ex governador de la província de Lassithi i el turc-cretenc Selim Efendi. Ioannis Tsouderos és responsable de respondre a aquests emissaris, una resposta que ha d'incloure dos imperatius: la declaració d'autonomia de Creta que pagarà un tribut al sultà i l'elecció d'un governador de Creta de confessió cristiana i l'elecció del qual serà supervisada per les grans potències. Els emissaris requereixen deu dies per obtenir una resposta del Sultà. El període de deu dies expira, sense que una resposta es produeixi.
La revolta va esclatar llavors, per primera vegada a l'oest de Creta, a mitjans de gener, i després a la resta de l'illa. Igual que en les rebel·lions anteriors, els turcs abandonen el camp a la recerca de refugi a les ciutats fortificades. A mitjan març, els rebels controlen tota l'illa, amb l'excepció dels bastions de Ierapetra, Spinalonga, Heraklion, Réthimno, Itzedin, Khanià, Kissamos i Gramvoussa que no es poden prendre sense artilleria pesant.
La derrota de Turquia contra Rússia té importants conseqüències per a Creta. El juliol de 1878, els cònsols de les grans potències insisteixen que sigui establert un alto el foc, amb la promesa que el cas de Creta s'esmentarà en el Tractat de Berlín. L'Assemblea de Creta va decidir enviar a dos representants a Berlín cosa que Grècia volia evitar sospitant que els cretencs prefereixen negociar el principi de principat en comptes de la unió amb Grècia. Finalment, les grans potències no imposen les concessions de 1866. Insatisfets, els cretencs mantengueren la lluita armada. Però les dificultats de subministrament, especialment en el subministrament d'aliments, creant dissensions entre els caps de clan de Creta.

## Pacte d'Halepa
L'Imperi Otomà, satisfet de conèixer que la idea de la unió de Creta amb Grècia havia estat rebutjada per les potències europees van acordar fer concessions a la població de Creta. A l'octubre de 1878, el Pacte d'Halepa posà fi a la insurgència. Aquest tractat porta el nom de l'actual districte de Halepa a Khanià. El pacte d'Halepa transforma Creta en província semiautònoma amb privilegis específics. Ratificat per una signatura del Sultà de 9 de novembre de 1878, les principals mesures del tractat són:
- L'elecció d'un cristià com a governador general de l'illa per un període de cinc anys, renovable;
- El nomenament d'un consultor amb el governador de diferent credo;
- L'elecció d'un parlament de 80 membres (49 cristians, 31 musulmans);
- La creació d'un gendarmeria cretenca;
- Reconeixement del grec com a llengua oficial als tribunals i l'assemblea;
- La garantia d'una amnistia general;
- Una exempció temporal d'impostos;
- L'autorització de creació d'associacións, la creació de cercles literaris i la publicació de diaris.[8]

La constitució atorgada pel Pacte d'Halepa no pot ser modificada per la constitució otomana. El primer governador nomenat és Alexandre Karatheodoris Paixà.